# Вонґ (персонаж)
Вонґ (англ. Wong) — вигаданий персонаж з коміксів американського видавництва Marvel Comics. Він є слугою Доктора Стренджа, верховного мага. У фільмі «Доктор Стрендж» в рамках кіновсесвіту Marvel роль Вонґа виконав Бенедикт Вонґ.

## Історія публікацій
Вонґ вперше з'явився в Strange Tales #110 (липень, 1963 року) і був створений сценаристом Стеном Лі художником Стівом Дітко.

## Вигадана біографія
Вонґ є нащадком китайського ченця Кана, який жив приблизно тисячу років тому і є учнем окультизму. В роду існувала традиція: чоловіки-первістки повинні були служити містикам, які, в свою чергу, служать силам добра. Останні десять поколінь чоловіків служили могутнього чарівника на ім'я Старійшина. Останнім з них був батько Вонґа Хамір Відлюдник. 
Оскільки Вонґ з раннього дитинства був слугою стародавнього мага, йому були відомі всі секрети Старійшини. Під час свого навчання в монастирі він освоїв різні бойові мистецтва. Коли Вонґ досяг повноліття, Старійшина направив його до свого учня Докторові Стівена Стренджа. Таким чином Вонґ став першою людиною з свого роду, який відправився в Америку. Протягом довгих років Вонґ вірою і правдою служив Доктор Стренджові. Секретар Стренджа Сара Вольф відчувала сильну симпатію до Вонґу, який відповів їй взаємністю. Тим не менше їх роман обірвався, коли жінка на ім'я Чанг Май, на якій Вонґ мріяв одружитися, досягла свого повноліття. 
Одного разу Вонґ був звернений у вампіра, однак Докторові Стренджу вдалося повернути йому людський вигляд. Пізніше Вонґ був викрадений Королевою Тіней, однак Доктор Стрендж зміг пробратися в її царство і врятувати свого помічника. 
Вонґ був викрадений разом з Топаз інопланетним чаклуном на ім'я Уртона, який використовував свої магічні сили, щоб вкрасти будинок Доктора Стренджа, а заодно і містичні талісмани і книги, що належали йому. Уртона також сильно спотворив обличчя Вонґа. Стренджу вдалося проникнути на базу Уртона, де він переміг його. Вонґ був повернутий на Землю, де Топаз відновила його обличчя.
Через деякий час Доктор Стрендж використовував заклинання, в результаті якого все населення Землі, включаючи Вонґа, повірило в його смерть. Вонґ і Вольф стали адміністраторами інституту з вивчення окультизму. Після перемоги над Шуму-Горатом, Стрендж скасував заклинання і до Вонґу і іншим жителям планети знову повернулася пам'ять. Вонґ також возз'єднався з Чанг Май. Коли Май була змінена одним з ворогів Стренджа, Вонґ сподівався, що Стрендж допоможе їй, проте в той момент у нього були проблеми. Це привело до першої сварки між Вонґом і його майстром. Пізніше з'ясувалося, що справжня Май була мертва, а ця - всього лише підробка. Через цей інцидент Вонґ втратив розум і деякий час бився пліч-о-пліч з ворогами Стренджа проти свого майстра. Незабаром вони помирилися, коли лікували один одного як рівні, а не як слуга і пан.

### Нові Месники
Незадовго до подій Громадянської війни у Вонґа виявилася неоперабельна пухлина мозку. Завдяки останньої краплі еліксиру Відкиду Стренджу вдалося врятувати йому життя.
Під час подій Нові Месники, багато супергерої, які не захотіли реєструватися в державних органах пустилися в перегони і Стрендж радо вітав їх у своєму домі. Вонґ служив їм також як і своєму панові і займався їх лікуванням. Коли Доктор Стрендж об'єднався з Месниками, він запропонував Вонґу влаштуватися кухарем в особняку Месників, на що той погодився.

## Сили і здібності
Вонґ представлений як людина спортивної статури, у якого відсутні надприродні сили. Незважаючи на це, він є майстром різноманітних бойових мистецтв. Як слуга Стренджа, він також має деякі пізнання в області магії, в теорії. У минулому Стрендж навчив його кільком магічним заклинанням, однак Вонґ не є адептом в цій області.

## Альтернативні версії

### Earth X
В похмурому майбутньому Земля X астральна форма Доктора Стренджа була вбита Клеа. Вонґ дбав про тіло вчителя. Коли Туман Терриген був випущений в атмосферу Землі, Вонґ піддався мутації. Нижня частина тіла Вонґа перетворилася у верхню, через що він став схожим на сіамських близнюків. Вонґ став відомий під ім'ям Червоний Ронін і встав на шлях зла. З часом Вонґ зізнався у своїх помилках і був убитий Адамом Варлаком.

### Marvel Zombies
У всесвіті Marvel Зомбі Вонґ прихистив укушеного Доктора Друїда. Він намагався вилікувати його від вірусу, однак Доктор Друїд вийшов з-під контролю і вбив його.

### Chapter One
У цій всесвіту Вонґ є впертим учнем Старійшини. Дізнавшись про силу деяких реліквій, він покидає монастир, щоб захищати їх. Під час шляху він духовно і фізично наставляє Стівена Стренджа.

### Strange (2005)
В обмеженій серії Стрендж Вонґ б'ється пліч-о-пліч з Клеа і новобранцем Стефаном Стренджем проти Барона Мордо і Дормамму. Після перемоги Вонґ заявляє про свій намір стати слугою Стренджа.

### Ultimate Marvel
Ultimate Вонґ вперше з'явився в Ultimate Marvel Team-Up #12. У цій всесвіту він є слугою сина Доктора Стренджа - Доктора Стренджа молодшого.

## Поява поза коміксів

### Телебачення
- Вонґ з'являється в мультсеріалі Людина-павук 1994 року в серії Доктор Стрендж. Він допомагає своєму панові Докторові Стренджу і Людині-павуку в боротьбі проти Барона Мордо. Персонажа озвучив Джордж Такеї.
- Вонґ з'являється в якості камео в The Super Hero Squad Show.

### Фільми
- У фільмі «Доктор Стрендж» 1978 року роль Вонґа виконує актор Клайд Кусатсу.
- Вонґ з'являється в повнометражному мультфільмі «Доктор Стрендж» 2007 року, де його озвучує Підлогу Накаучи. На відміну від класичного Вонґа коміксів, в цьому фільмі Вонґ володіє магією і учнем Старійшини.
- Бенедикт Вонґ виконав роль Вонґа у фільмі «Доктор Стрендж» 2016 року[1].
- Вонґ з'явився у фільмі «Месники: Війна Нескінченності»[17] і «Месники: Завершення».

### Відеоігри
- У грі Marvel: Ultimate Alliance Вонґ є неможливо грати персонажем. Його озвучив Майкл Хагивара.
- У мобільній грі Marvel Future Fight Вонґ є іграбельним персонажем, який виглядає як у фільмі 2016 року "Доктор Стрендж".
- У грі Lego Marvel Super Heroes 2